# Frotté

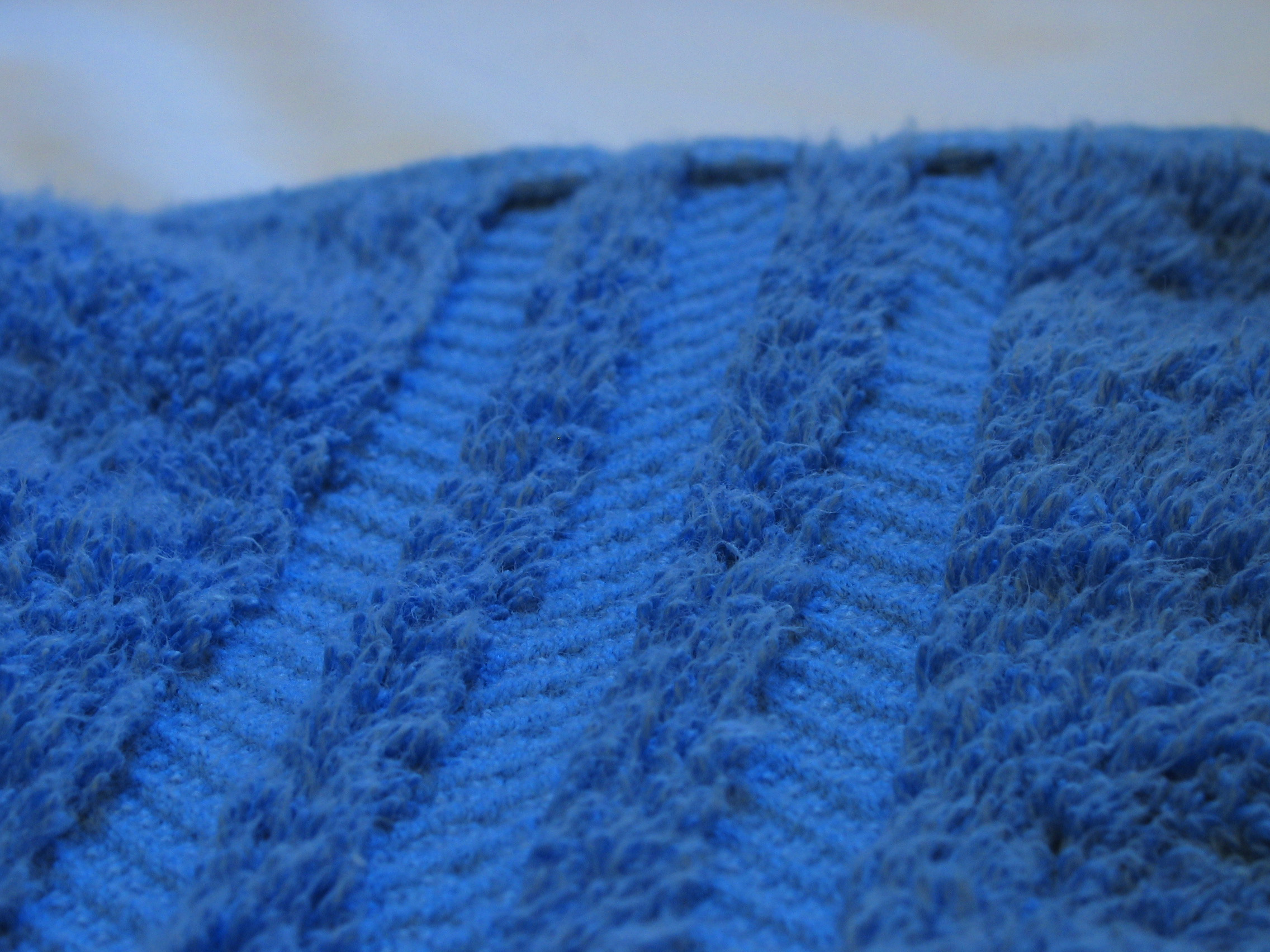
Handduk i frotté.

Bindningen i enkelsidig och dubbelsidig frotté

Frotté är ett vävsätt som används i industriell tillverkning av framförallt badtextilier. Ögleluggen som är central i vävnadens struktur skapas genom dubbelväv, det vill säga två varpsystem.  Frotté kan vara skuren, vilket innebär att öglorna "klipps upp" och ger tyget en sammetsliknande yta. Normalt tillverkas frotté av bomull.
Bomullsfrotté är ett bomullstyg med frottéstruktur. Det har stor uppsugningsförmåga och används främst till badtextilier som handdukar, badlakan och badrockar.  
Stretchfrotté är ett elastiskt bomullstyg med frottéstruktur. Det tillverkas vanligen av finare garn än bomullsfrotté. Den vanligaste användningen är i madrasskydd. På 1970-talet förekom även plagg av stretchfrotté.
Ullfrotté är ett ylletyg med frottéstruktur utvecklat av Woolpower i Östersund på 1970-talet. Ullfrotté har mycket god värmeisolerande förmåga och används som isolering i vinterkläder.